# My Mistake (Gabrielle Aplin-dal)
A My Mistake Gabrielle Aplin angol énekes-dalszerző dala a Dear Happy albumról, amit kislemez formájában 2018. november 28-án adott ki a Never Fade Records és az AWAL. A dal szerzője Aplin és Olivia Sebastianelli, producerei Ash Howes és Seton Daunt voltak. A zongorán játszott szám szövege „hibáink felvállalásáról” szól.

## Kiadás
| Régió              | Dátum              | Formátum  | Kiadó                   | Forrás |
| ------------------ | ------------------ | --------- | ----------------------- | ------ |
| Egyesült Királyság | 2018. november 28. | Digitális | Never Fade Records AWAL | [ 3 ]  |

## Fordítás
- Ez a szócikk részben vagy egészben  a   My Mistake (Gabrielle Aplin song) című angol Wikipédia-szócikk ezen változatának fordításán alapul.  Az eredeti cikk szerkesztőit annak laptörténete sorolja fel. Ez a jelzés csupán a megfogalmazás eredetét és a szerzői jogokat jelzi, nem szolgál a cikkben szereplő információk forrásmegjelöléseként.